# ريجياي
ريجياي هو اسم مدينة رومانية قديمة في القسم الموريتاني للقيصرية ، والتي تقع بقاياها في أربال ، في بلدية تامزوغة، الجزائر.
مقر الأسقفية القديمة المفقودة ، كما يتضح في القرن الخامس، يستخدم اسمها كمقعد فذ لأسقف كاثوليكي بدون أبرشية.